# Liste der Biografien/Bria
Liste der Biografien |
Portal Biografien |
Personensuche
# |
A |
B |
C |
D |
E |
F |
G |
H |
I |
J |
K |
L |
M |
N |
O |
P |
Q |
R |
S |
T |
U |
V |
W |
X |
Y |
Z |
?
 
Ba |
Be |
Bd |
Bg |
Bh |
Bi |
Bj |
Bl |
Bm |
Bn |
Bo |
Br |
Bs |
Bu |
Bw |
By |
Bz
 
Bra |
Brc |
Brd |
Bre |
Brg |
Bri |
Brj |
Brk |
Brl |
Brn |
Bro |
Brp–Brt |
Bru |
Brv |
Bry |
Brz
 
Bria |
Brib |
Bric |
Brid |
Brie |
Brif |
Brig |
Brij |
Brik |
Bril |
Brim |
Brin |
Brio |
Briq |
Brir |
Bris |
Brit |
Briv |
Briw |
Brix |
Briz
Die Liste der Biografien führt alle Personen auf, die in der deutschsprachigen Wikipedia einen Artikel haben. Dieses ist eine Teilliste mit 49 Einträgen von Personen, deren Namen mit den Buchstaben „Bria“ beginnt.

## Bria
- Bria, Agia (* 1996), osttimoresische Fußballspielerin
- Bria, Benyamin Yosef (1956–2007), indonesischer Geistlicher, römisch-katholischer Bischof von Denpasar
- Bria, Francesca (* 1977), italienische Informatikerin und Hochschullehrerin

### Brial
- Brial, Benjamin (1923–2004), französischer Politiker, Mitglied der Nationalversammlung
- Brial, Bertrand (* 1979), neukaledonischer Fußballschiedsrichterassistent
- Brialmont, Henri Alexis (1821–1903), belgischer General und Militärschriftsteller
- Brialy, Jean-Claude (1933–2007), französischer SchauspielerJean-Claude Brialy (1933–2007)

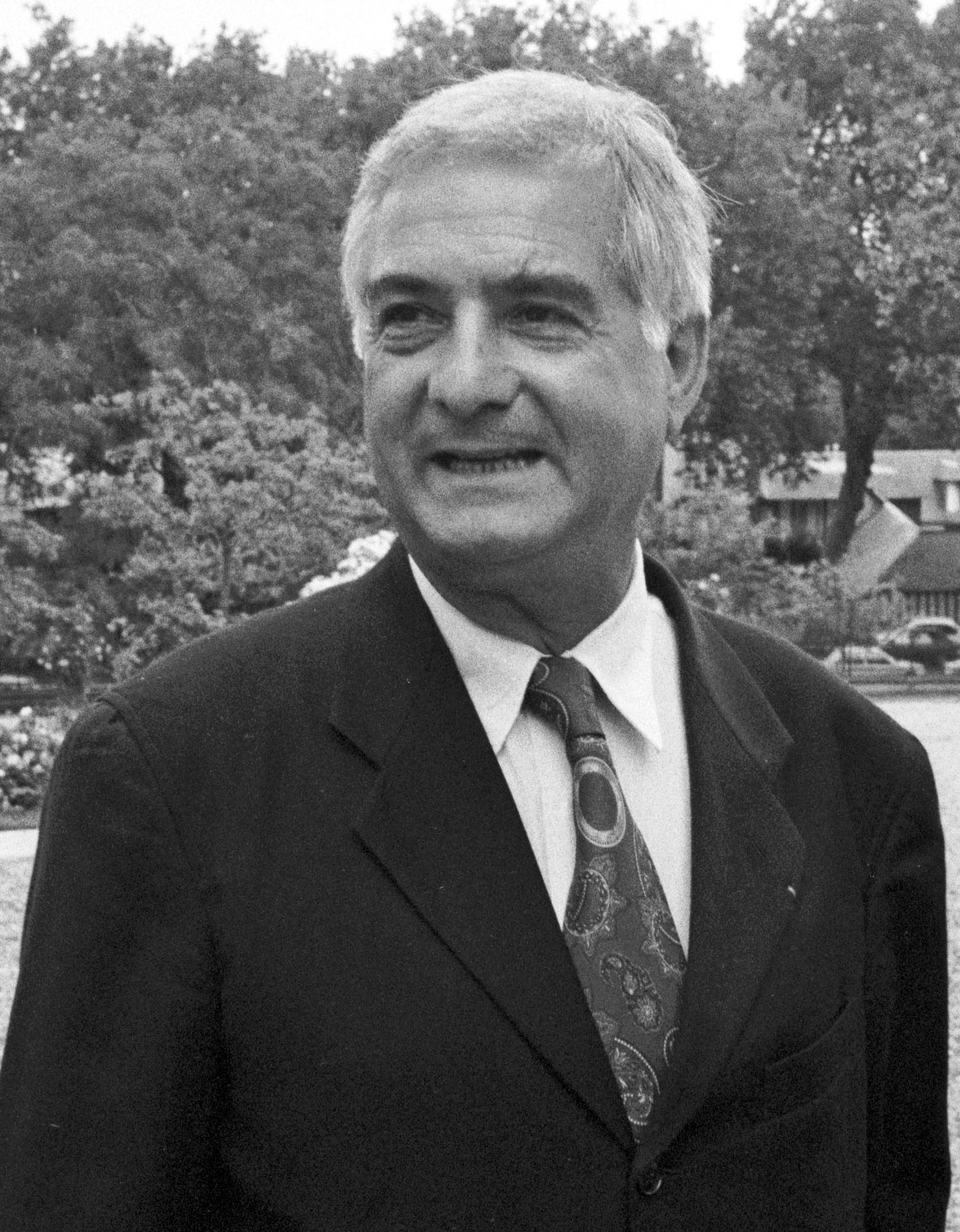
Jean-Claude Brialy (1933–2007)

### Brian
- Brian FitzCount, anglonormannischer Adliger, Unterstützer der Kaiserin Matilda während des englischen Bürgerkriegs
- Brian Ó Néill († 1260), irischer König
- Brian, David (1910–1993), US-amerikanischer Schauspieler
- Brian, Frank (1923–2017), US-amerikanischer Basketballspieler
- Brian, Guy, 1. Baron Brian († 1390), englischer Adliger, Militär und Diplomat
- Brian, Havergal (1876–1972), englischer Komponist
- Brian, Mary (1906–2002), US-amerikanische Schauspielerin
- Brian, Rich (* 1999), indonesischer Rapper
- Brianchon, Charles Julien (1783–1864), französischer Mathematiker
- Brianchon, Maurice (1899–1979), französischer Maler
- Briand, Anne (* 1968), französische Biathletin
- Briand, Aristide (1862–1932), französischer Ministerpräsident und AußenministerAristide Briand (1862–1932)

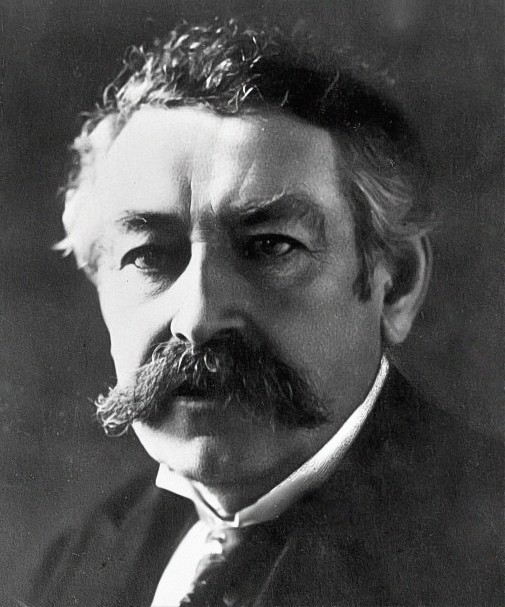
Aristide Briand (1862–1932)

- Briand, Arnaud (* 1970), kanadisch-französischer Eishockeyspieler und -trainer
- Briand, Jimmy (* 1985), französischer Fußballspieler
- Briand, Ludwig (* 1981), französischer Schauspieler
- Briand, Manon (* 1964), kanadische Filmregisseurin und Drehbuchautorin
- Briand, Pascal (* 1976), französischer Eisschnellläufer, Inline-Speedskater und Eis-Marathonläufer
- Briand, Philippe (* 1950), französischer Politiker
- Briano, Renata (* 1964), italienische Politikerin (Partito Democratico), MdEP
- Briant, Alexander († 1581), englischer Jesuit, Märtyrer und katholischer Heiliger
- Briant, Jonathan (1726–1810), Herrnhuter
- Briant, Pierre (* 1940), französischer Althistoriker
- Briant, Shane (1946–2021), britischer Schauspieler
- Briant, Vincent (* 1986), französischer Fußballtorhüter
- Briante, Aurelio (1846–1929), italienischer Ordensgeistlicher und römisch-katholischer Apostolischer Vikar von Ägypten
- Brianti, Alberta (* 1980), italienische Tennisspielerin
- Brianza, Carlotta (1865–1938), italienische Primaballerina mit internationaler Karriere

### Briar
- Briard, Jacques (1933–2002), französischer Prähistoriker
- Briars, Gawain (* 1958), englischer Squashspieler
- Briart, Alphonse (1825–1898), belgischer Geologe

### Brias
- Briaschi, Massimo (* 1958), italienischer Fußballspieler
- Briasco, Norberto (* 1996), argentinisch-armenischer Fußballspieler
- Briasson, Antoine-Claude (1700–1775), französischer Verleger

### Briat
- Briat, Guillaume (* 1966), französischer Schauspieler
- Briat, Sébastien (1982–2004), französischer Atomkraftgegner, bei Atomtransport gestorben
- Briatore, Flavio (* 1950), italienischer Sport- und IndustriemanagerFlavio Briatore (* 1950)

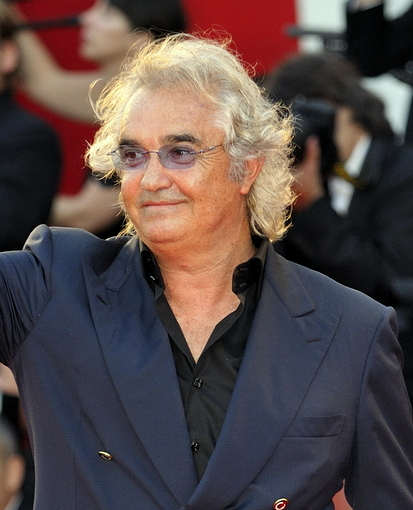
Flavio Briatore (* 1950)

- Briatta, Hugo (* 1996), französischer Mountainbiker
- Briatte, François (1805–1877), Schweizer Politiker

### Briau
- Briaud, Laurence, französische Filmeditorin
- Briault, Paul († 1922), französischer Astronom

### Briav
- Briaval, Coco (* 1949), französischer Jazzmusiker (Gitarre, Komposition)
- Briavoine, Jean-Claude (* 1934), französischer Autorennfahrer